# Сизые
Сизые — деревня в Верхошижемском районе Кировской области в составе Угорского сельского поселения. 

## География
Находится на расстоянии примерно 17 км на восток-северо-восток от районного центра посёлка Верхошижемье. 

## История
Известна с 1719 года как починок Багаевский с населением 34 души мужского пола, в 1764 году 186 жителей. В 1873 году здесь (починок Багаевский или Сизенки) учтено дворов 12 и жителей 127, в 1905 16 и 68, в 1926 (уже деревня Сизые или Багаевский) 25 и 161, в 1950 26 и 78. В 1989 проживало 13 человек. Настоящее название деревни утвердилось с 1939 года.

## Население
Постоянное население  составляло 5 человек (русские 100%) в 2002 году, 4 в 2010.